# Harrträsket, Norrbotten
Harrträsket är en sjö i Piteå kommun i Norrbotten och ingår i Rosån-Alterälvens kustområde. Sjön är 10,9 meter djup, har en yta på 1,19 kvadratkilometer och är belägen 23 meter över havet.

## Delavrinningsområde
Harrträsket ingår i det delavrinningsområde (727347-176407) som SMHI kallar för Utloppet av Harrträsket. Medelhöjden är 45 meter över havet och ytan är 7,32 kvadratkilometer. Räknas de 4 avrinningsområdena uppströms in blir den ackumulerade arean 25,73 kvadratkilometer. Avrinningsområdets utflöde mynnar i havet. Avrinningsområdet består mestadels av skog (75 procent). Avrinningsområdet har 1,19 kvadratkilometer vattenytor vilket ger det en sjöprocent på 16,2 procent.